# Snow Shoe
Snow Shoe est un borough situé au nord du comté de Centre, en Pennsylvanie, aux États-Unis,. En 2010, il comptait une population de 765 habitants. Il est fondé en 1850 et incorporé le 16 août 1907.

## Démographie
Lors du recensement de 2010, le borough comptait une population de 765 habitants. Elle est estimée, en 2019, à 824 habitants.

### Source de la traduction
- (en) Cet article est partiellement ou en totalité issu de l’article de Wikipédia en anglais intitulé « Snow Shoe, Pennsylvania » (voir la liste des auteurs).